# جان هانتسمن جونیور
جان هانتسمن جونیور (انگلیسی: Jon Huntsman Jr.؛ زادهٔ ۲۶ مارس ۱۹۶۰) یک سیاست‌مدار، و دیپلمات آمریکایی است که از ۲۰۱۷ تا ۲۰۱۹ سفیر آمریکا در روسیه، از ۲۰۰۵ تا ۲۰۰۹ فرماندار ایالت یوتا و از ۲۰۰۹ تا ۲۰۱۱ سفیر آمریکا در چین بوده‌است. او از نامزدهای رقابت‌های مقدماتی ریاست جمهوری حزب جمهوریخواه در سال ۲۰۱۲ بود.

## دیدگاه‌های سیاسی
هافینگتن پست هانتسمن را یک «محافظه کار فن‌سالار-خوشبین با مواضع میانه‌روانه که مشتاق به کار با رئیس‌جمهور باراک اوباما» است خوانده و او را یک محافظه‌کار راست میانه می‌داند.
هانتسمن در دوران فرمانداری، توسعه اقتصادی، اصلاح مراقبت سلامت، آموزش و امنیت انرژی را اولویت‌های خود اعلام کرد. او مالیات‌ها را کاهش داد و از بازسازمان دهی به نحوی حمایت کرد که خدمات به نحوی توزیع شوند که جمعیت سریعاً در حال رشد ایالت دولت را تضعیف نکند. او پیشنهاد اصلاحات در مراقبت سلامت، عموماً از طریق بخشی خصوصی با استفاده از معافیت‌های مالیاتی و مذاکره برای پایین نگهداشتن هزینه‌ها را داد.

## زندگی شخصی
هانتسمن هشت خواهر و برادر دارد، و او و زنش مری کِی، هفت فرزند دارند که یکی از آنها را از چین و یکی را از هند به فرزند خواندگی قبول کرده‌اند.

## سمت‌ها
سمت‌های وی عبارتند از:
- سال‌های ۱۹۹۲–۱۹۹۳ سفیر آمریکا در سنگاپور
- سال‌های ۲۰۰۵–۲۰۰۹ فرماندار ایالت یوتا
- سال‌های ۲۰۰۹–۲۰۱۱ سفیر آمریکا در چین
- وی مشاور رونالد ریگان نیز بوده‌است.[۶]

## سفیر آمریکا در روسیه
دونالد ترامپ روز ۱۹ ژوئیه ۲۰۱۷ حکم سفیر آمریکا در روسیه را برای جان هانتسمن صادر نمود.